# Questa sera si recita a soggetto (Living Theatre)

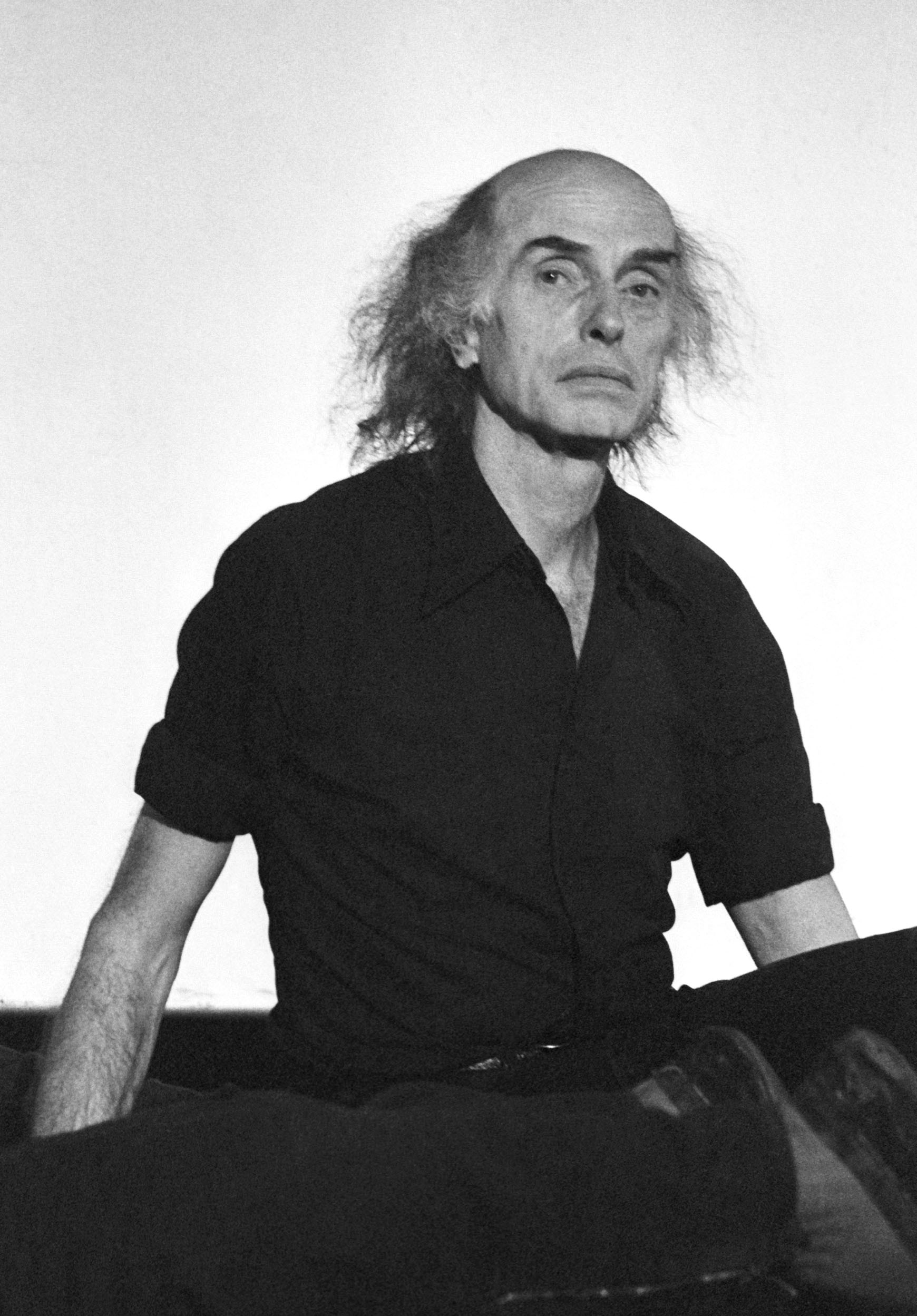
Julian Beck nel 1983

Questa sera si recita a soggetto (Tonight We Improvise in lingua inglese) è uno spettacolo che venne rappresentato dalla compagnia Living Theatre nel 1955 e poi ripreso nel 1959, tratto dall'omonima opera di Luigi Pirandello. Al suo esordio lo spettacolo fu un successo, rimanendo in cartellone per quattro mesi consecutivi.

## Lo spettacolo
Il Living pensò di modificare l'ambientazione in modo da ritagliare lo spettacolo su se stesso: non più quindi una compagnia siciliana con pretese reinhardtiane, come era stata pensata da Pirandello, ma una compagnia d'avanguardia che prova in una stretta soffitta di New York. E tale compagnia è in effetti il Living stesso, che in questo modo mette in scena se stesso, creando quindi un effetto di straniamento tra finzione e realtà che è molto pirandelliano, enfatizzato dalla scelta di mescolare gli attori al pubblico. Julian Beck fu regista, scenografo e ideatore delle luci e dei costumi. Interpretò inoltre la parte del dottor Hinkfuss, modificandone il nome in Beckfuss.
(Julian Beck)
In qualche caso vi fu una reazione ostile da parte di qualcuno del pubblico, con proteste o addirittura pugni e spintoni.